# Спарапет

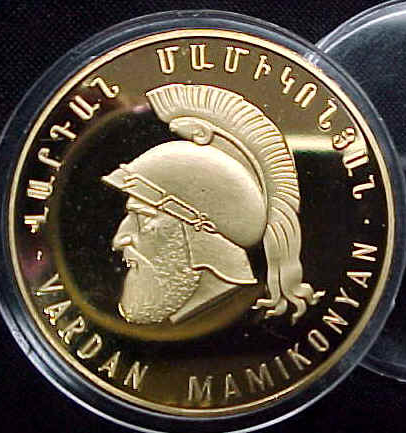
Спарапет Вардан Маміконян

Спарапет (вірм. Սպարապետ) — древньовірменське військове звання (потім почесний титул), що позначає посаду верховного головнокомандувача військом. Виникло в II столітті до н. е.. Посада ця була спадковою в роді Маміконянів не лише при Аршакідах, а й у марзпанський період. Як головнокомандувачі усіма військовими силами країни Маміконяни користувалися особливим авторитетом і мали велику політичну вагу. З другої половини VIII століття посада спарапета стала спадковою в роді Багратуні.

## Список спарапетів
За царя Хосрова III спарапетом був Ваче Маміконян, при Тирані — син Ваче, Артавазд; при Аршаці прославився в тій же посаді знаменитий Васак, а при Папі — Мушех. Наступник Папи, Вараздат, ставленик римського імператора, бажаючи позбавити могутності князів Маміконянов, вбив Мушега та передав спарапетство Бату з роду Сахаруні, але нащадок Маміконянов, Манвел, зумів відстояти родинне право, знову захопив спарапетство, яке перейшло потім до його сина Арташира. У період марзпанства те ж саме звання продовжували носити Маміконяни в особі відомих князів Хамазасп, Вагана та Варда.
| Цар Вірменії      | Спарапет Вірменії               | Рік         |
| ----------------- | ------------------------------- | ----------- |
| Трдат III Великий | Артавазд Мандакуні              | 303 — 330   |
| Хосров III Котак  | Ваче Маміконян                  | 330 — 339   |
| Тиран             | Артавазд Маміконян              | 339 — 350   |
| Аршак II          | Васак Маміконян Мушех Маміконян | 350 — 367   |
| Пап               | Гнел                            | 367 — 374   |
| Вараздат          | Манвел Маміконян                | 374 — 378   |
|                   | Амазасп Маміконян               | 430 — 440   |
|                   | Вардан Маміконян                | 450 — 451   |
|                   | Ваган Маміконян                 | 480 — 506   |
|                   | Теодорос Рштуні                 | 641 — 658   |
| Ашот Багратуни    | Смбата Багратуні                | 885         |
|                   | Смбат Спарапет                  | 1226 — 1276 |

## Спарапет Нжде
Гарегін Нжде, який організував самооборону Сюніку та Зангезуру, 25 грудня 1920 проголосив «Автономну Сюнікську республіку» та очолив її уряд. У квітні 1921 це державне утворення проголосило незалежність та стало іменуватися Республіка Гірська Вірменія, а Нжде призначений її спарапетом.

## Фільм
У 1978 кіностудії «Вірменфільм» та «Мосфільм» випустила в прокат фільм «Зірка надії», створений за мотивами історичного роману «Мхітар Спарапет» Сіро Ханзадян, про героїчну боротьбу Мхитара Спарапета та Давіда Бека.